# Capodastre
Pour les articles homonymes, voir Capo.

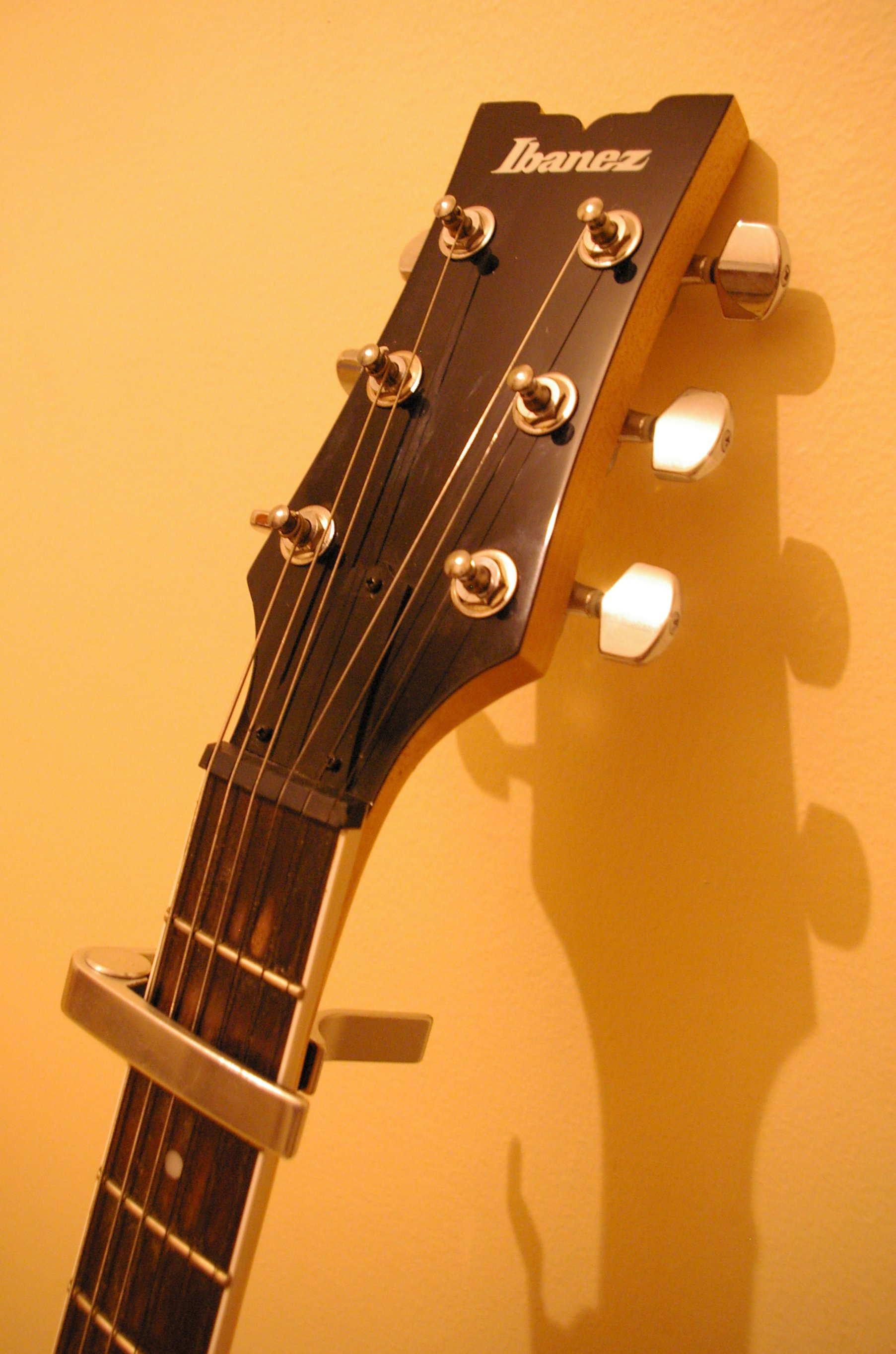
Capodastre en deuxième case sur un manche de guitare.

Le capodastre (souvent abrégé « capo ») est un appareil utilisé pour transposer une musique pour un instrument à cordes sans changer le doigté ni l'accordage. Il limite l'emploi des cordes à une portion du manche en plaquant les cordes contre une frette, comme le ferait un « barré ». La longueur à vide des cordes devient plus courte, on ne peut obtenir ainsi que des sons plus aigus.
Le capodastre s'utilise principalement avec les guitares et autres instruments à cordes frettées comme le banjo.

## Fonctionnement
Le capodastre sert à bloquer les cordes, généralement au-dessus d'une frette. Une barre adaptée à la largeur et s'il y a lieu à la courbure de la touche serre les cordes sur le manche. Un levier à verrouillage ou une lanière compriment une partie élastique, soit ressort, soit bloc souple, soit lanière, pour obtenir une pression convenable. Cette force d'appui dépend du tirant et du nombre de cordes de l'instrument. Elle doit être à peu près celle qu'aurait un accord barré.
On emploie ainsi des capodastres différents selon les types de guitare.
La plupart des capodastres sont métalliques avec une bande de matière plastique souple et dense sur la partie au contact des cordes.

## Usage

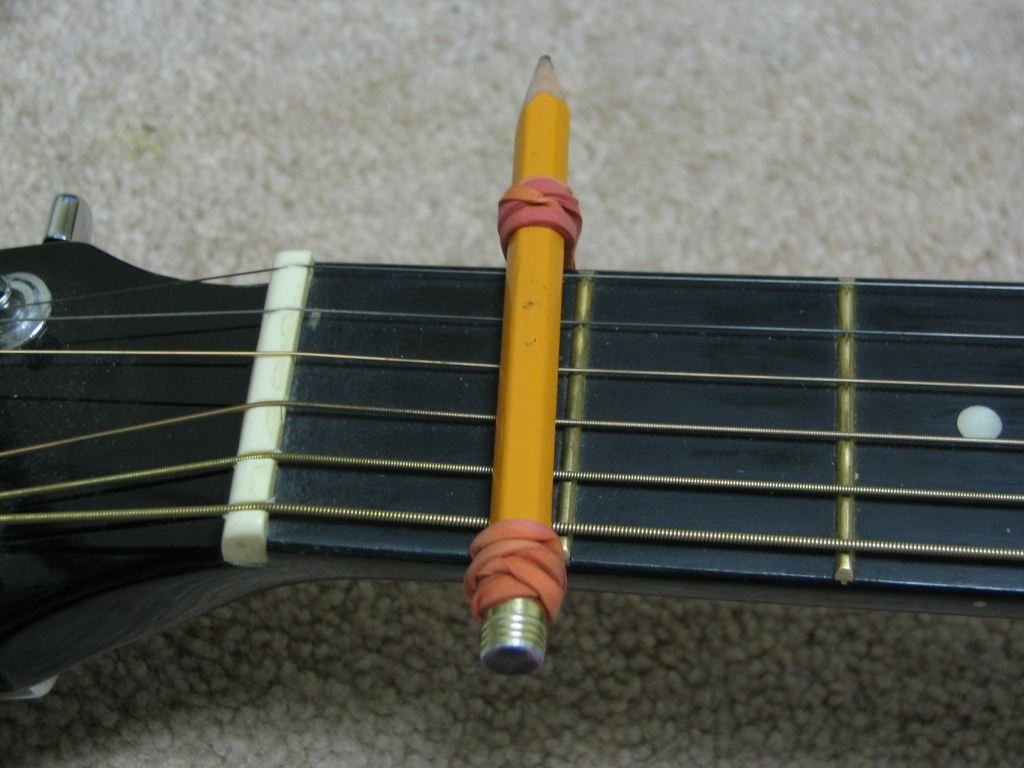
Un crayon tenu par un élastique peut servir de capo.

Pour une guitare à faible tirant et touche plate, un bout de bois rigide et rectiligne, comme un crayon, plaqué sur les cordes grâce à un fort élastique, est un capodastre de fortune.
Le capodastre permet en premier lieu de changer la tonalité d'un air en utilisant toujours le doigté ou la grille d'accord que l'on connaît. L'instrumentiste peut ainsi rapidement s'adapter à une voix ou un instrument jouant dans une autre tonalité, comme un saxophone alto en mi bémol. Il permet ainsi de simplifier la grille d'accord : un accord techniquement difficile à réaliser est remplacé par un accord plus aisé. Il s'agit souvent d'éviter la répétition des accords barrés, fatigants pour la main gauche sur les instruments ayant un cordage de fort tirant.
|                      | sans capodastre               | avec un capo à la première case                 |
| accords, même doigté | la mineur, mi mineur, ré, sol | si bémol mineur, fa mineur, mi bémol, sol dièse |

L'utilisation du capodastre assez loin du sillet sur le manche de la guitare modifie le son de l'instrument, qui peut, sur un instrument à cordes métalliques, se rapprocher de celui de la mandoline. Les compositeurs emploient très couramment ce procédé qui leur offre de nouvelles perspectives[réf. souhaitée]

## Étymologie et histoire

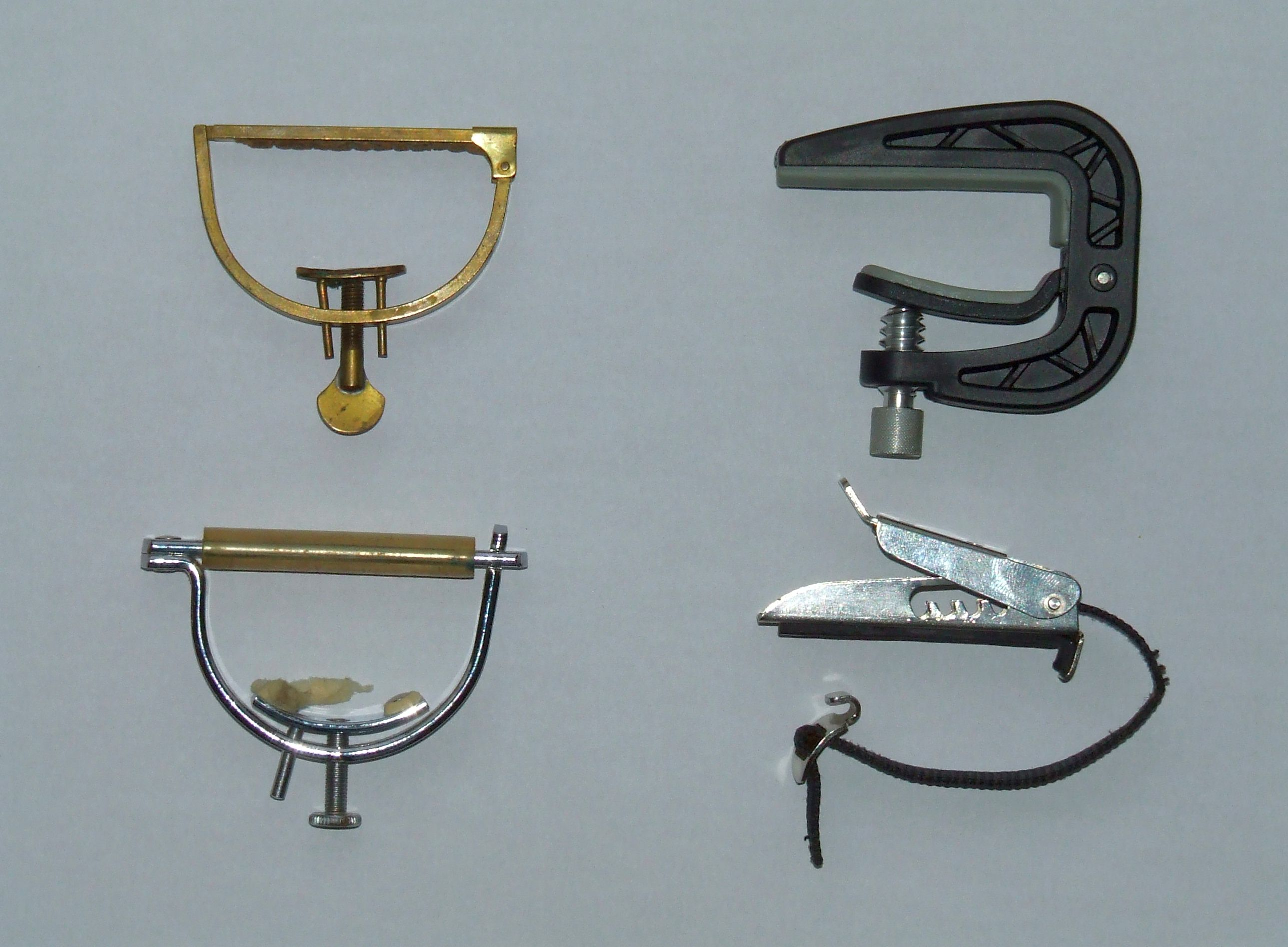
Capodastres anciens et modernes.

Le terme capodastró est attesté dans une publication française dans la décennie de 1820, époque de guitaromanie et d'attention portée à l'Espagne, où des mouvements politiques remettent en cause l'absolutisme royal. Le Dictionnaire de musique de Charles Soullier le définit en 1855 sous « Capodastre », notant « quelques-uns disent capodasto » ; le terme désigne pour lui aussi bien le sillet ou les frettes que l'appareil que décrit cet article.
Le terme viendrait de l'italien capotasto, ou capo di tasto de capo, la tête, et de tasto, la touche, c'est-à-dire la portion de manche délimitée par deux frettes, avec contamination de l'allemand kapodaster.
Emilio Pujol le considère comme « fréquemment utilisé par les guitaristes populaires » — par opposition aux virtuoses professionnels —, commentant qu'il équivaut au barré, « quoiqu'il ne puisse pas être déplacé pendant l'exécution d'une même œuvre », et qu'il est manifestement utile pour l'accompagnement au chant, permettant d'adapter sans effort la tonalité à la tessiture de la voix qu'on doit accompagner.
Les premiers capodastres étaient fabriqués en bois dur et en cuir, une vis permettant l'appui sur le dos du manche.
Les capodastres modernes peuvent être des produits industriels fabriqués avec de l'acier inoxydable et un mécanisme élaboré.

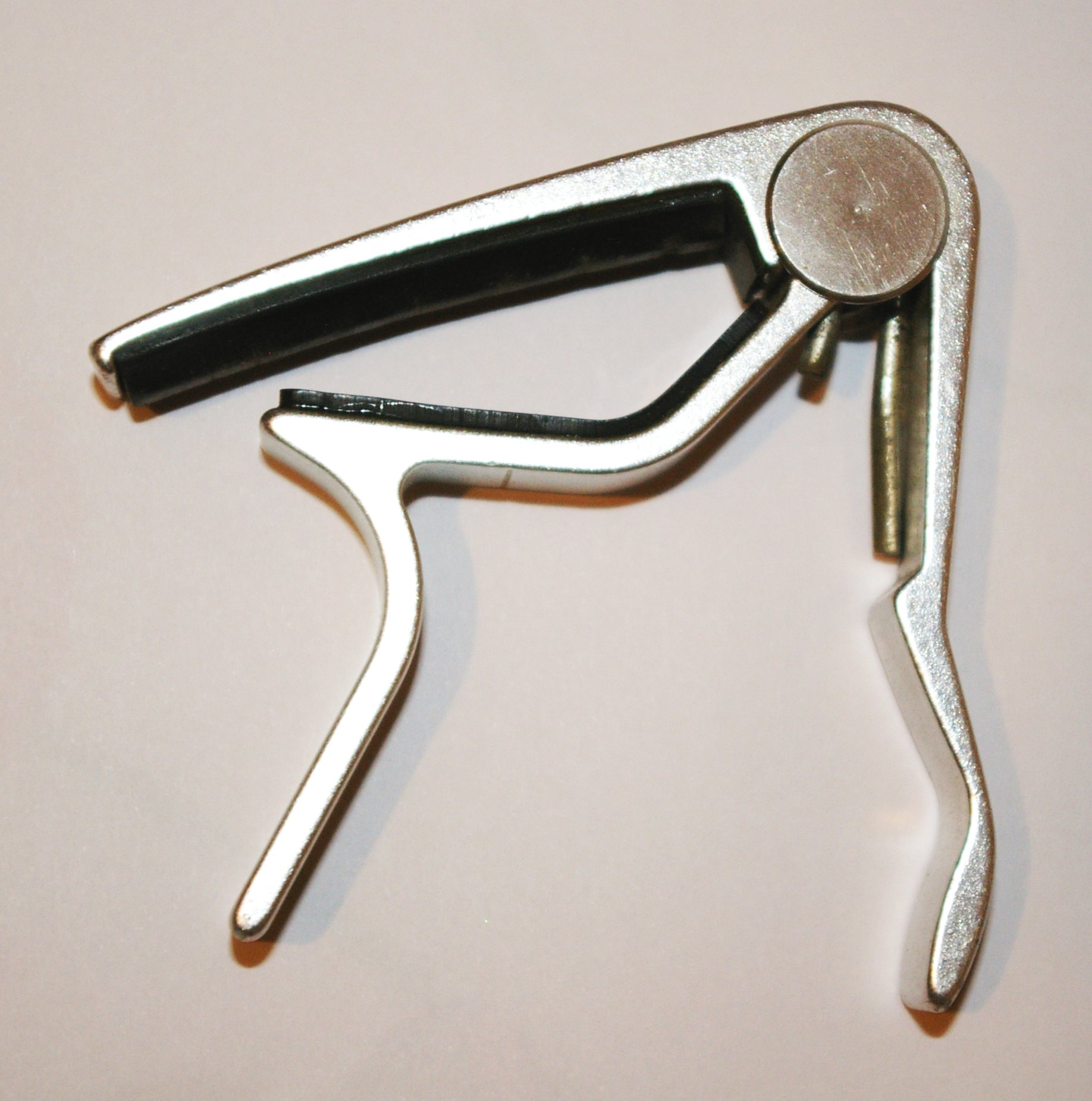
Dunlop.
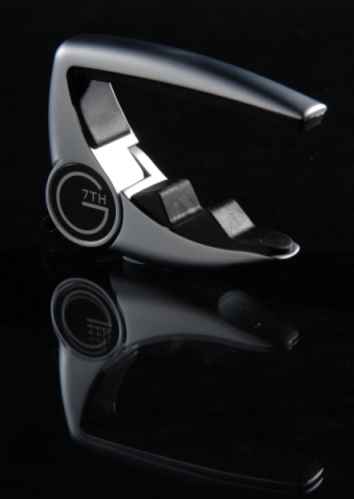
Le G7 (2009) se bloque en appuyant sur les deux parties. Un levier à l'arrière le débloque.